# Завод аміаку в Кабо-Руйво
Завод аміаку в Кабо-Руйво – колишнє підприємство португальської хімічної промисловості, що діяло на сході Лісабону в районі Кабо-Руйво.
На початку 1960-х почав діяльність виробничий майданчик компанії Sociedade Portuguesa de Petroquimica (в подальшому була перейменована на Empresa Petroquimica e Gas, EPG), головним учасником якої з долею у 55,1% виступала компанія SACOR, що мала у Кабо-Руйво нафтопереробний завод. Майданчик мав два напрямки діяльності – виробництво світильного газу для забезпечення Лісабону та продукування аміаку, при цьому в обох випадках сировиною виступали нафтопродукти (перехід на останні дозволив у 1964-му зупинити завод світильного газу, який базувався на газифікації вугілля).
Виробництво аміаку відбувалось на двох лініях, які спорудили в 1961 та 1968 роках з огляду на споживання naphtha (суміш рідких вуглеводнів, що більш-менш відповідає газовому конденсату). Їх проектна потужність становила 210 та 550 тонн аміаку на добу відповідно (або 70 та 160 тисяч тонн на рік). 
Аміак постачали на заводи з виробництва добрив у Алверку (по аміакопроводу довжиною 18 кілометрів та діаметром 100 мм), Баррейру-і-Лаврадіо (у цьому випадку здійснювали перевезення через естуарій Тахо на баржах), Ештаррежа (залізницею) та Сетубалі (у автоцистернах). За наявності надлишків частину аміаку могли експортувати.
У 1984-му в Баррейру-і-Лаврадіо запустили нове потужне виробництво аміаку, після чого його продукування в Кабо-Руйво почали скорочувати і в середині того ж десятиліття повністю припинили. Виробництво світильного газу певний час ще тривало, допоки не було припинене у 1990-х роках з надходженням до Лісабону природного газу (трубопровід Лейрія – Сетубал), після чого компанію переменували на Gas de Portugal.